# Avro 547
L'Avro 547 Limousine Triplane  est un avion de transport britannique de l'entre-deux-guerres. 

## Avro 547
Destiné au transport commercial de passagers, cet appareil utilisait de nombreux éléments de construction de l’Avro 504. Il avait donc une structure en bois et un revêtement entoilé, mais adoptait une formule triplan, avec ailerons à chaque aile, et le fuselage était redessiné. Plus profond et plus large, il occupait tout l’entreplan entre les deux ailes inférieures et permettait de loger 4 passagers en cabine fermée derrière le moteur en ligne Beardmore de 160 ch. Le pilote occupait un poste ouvert, décalé sur la gauche et situé en arrière de la cabine. Les essais en vol débutèrent en février 1920, révélant des qualités de vol proches de celles de l’Avro 504. Ce prototype [G-EAQX] fut acheté en novembre 1920 pour 2 798 GBP par la compagnie aérienne Qantas, qui souhaitait exploiter avec ce triplan la ligne Charleville-Katherine. Le premier vol de l’appareil après remontage en Australie [G-AUCR] se termina, le 2 mars 1921, par une rupture de train à l’atterrissage. L’Avro 547 ne fut réparé qu’un an plus tard et se révéla immédiatement inutilisable dans la brousse australienne. Il fut donc rapidement réformé, son fuselage terminant en poulailler dans une ferme de Sydney.  

## Avro 547A
Un second prototype fut construit avec un moteur Siddeley Puma de 240 ch et un certain nombre de modifications pour participer à un concours d’avions commerciaux organisé par le ministère de l’Air britannique dont les épreuves débutèrent le 3 août 1920. Présenté à Martlesham Heath par de capitaine Hamersley, ce triplan [G-AAUJ] se révéla pour le moins décevant : il n’atteignit pas la vitesse maximale exigée (154 km/h pour 161 km/h exigé) et durant les essais d’atterrissage le train fut endommagé. Il fut finalement démantelé en 1922. 
Une troisième cellule d'Avro 547, mise en chantier en 1920, resta inachevée. Stockée à Hamble, elle ne devait passer au pilon qu’en 1925.

## Sources
1. 1 2 3  A.J. Jackson
2. ↑  Flight 19 août 1920 p. 911